# Campionato africano femminile di pallacanestro 1970
Il 3º Campionato africano femminile di pallacanestro FIBA (noto anche come FIBA AfroBasket Women 1970) si è svolto in Togo dal 28 marzo al 4 aprile 1970.
I Campionati africani femminili di pallacanestro sono una manifestazione biennale tra le squadre nazionali, organizzata dalla FIBA Africa. Vincitore della manifestazione fu la squadra del Madagascar.

## Squadre partecipanti
Gruppo A
- Madagascar
- Rep. Araba Unita
- Guinea
- Rep. del Congo

Gruppo B
- Senegal
- Mali
- Togo

## Turno preliminare

### Gruppo A
| Squadra          | V - P | PF - PS   | DP   | Pts |
| ---------------- | ----- | --------- | ---- | --- |
| Madagascar       | 3 - 0 | 164 - 88  | +76  | 6   |
| Rep. Araba Unita | 2 - 1 | 140 - 90  | +50  | 5   |
| Guinea           | 1 - 2 | 110 - 106 | +4   | 4   |
| Rep. del Congo   | 0 - 3 | 72 - 202  | −130 | 3   |

### Gruppo B
| Squadra | V - P | PF - PS   | DP  | Pts |
| ------- | ----- | --------- | --- | --- |
| Senegal | 2 - 0 | 98 - 52   | +46 | 4   |
| Mali    | 1 - 1 | 112 - 102 | +10 | 3   |
| Togo    | 0 - 2 | 69 - 125  | −56 | 2   |

## Fase finale
|  | Semifinali       | Semifinali       | Semifinali |            |                  | Finalissima      | Finalissima     | Finalissima     |  |
|  |                  |                  |            |            |                  |                  |                 |                 |  |
|  | Madagascar       | Madagascar       | 63         |            |                  |                  |                 |                 |  |
|  | Madagascar       | Madagascar       | 63         |            |                  |                  |                 |                 |  |
|  | Mali             | Mali             | 54         |            |                  |                  |                 |                 |  |
|  | Mali             | Mali             | 54         |            | Rep. Araba Unita | Rep. Araba Unita | 36              |                 |  |
|  |                  |                  |            |            | Rep. Araba Unita | Rep. Araba Unita | 36              |                 |  |
|  |                  |                  | Madagascar | Madagascar | 44               |                  |                 |                 |  |
|  | Senegal          | Senegal          | Madagascar | Madagascar | 44               | 31               |                 |                 |  |
|  | Senegal          | Senegal          |            |            |                  | 31               |                 |                 |  |
|  | Rep. Araba Unita | Rep. Araba Unita | 47         |            |                  | Finale 3º posto  | Finale 3º posto | Finale 3º posto |  |
|  | Rep. Araba Unita | Rep. Araba Unita | 47         |            |                  |                  |                 |                 |  |
|  |                  |                  |            |            |                  |                  |                 |                 |  |
|  |                  |                  |            |            |                  | Mali             | Mali            | 27              |  |
|  |                  |                  |            |            |                  | Mali             | Mali            | 27              |  |
|  |                  |                  |            |            |                  | Senegal          | Senegal         | 50              |  |

### Quinto posto
|  | Finale |        |    |  |
|  |        |        |    |  |
|  | Togo   | Togo   | 35 |  |
|  | Guinea | Guinea | 39 |  |

## Classifica finale
| Posizione | Squadra          | Risultati |
| --------- | ---------------- | --------- |
| 1         | Madagascar       | 5–0       |
| 2         | Rep. Araba Unita | 3–2       |
| 3         | Senegal          | 3-1       |
| 4         | Mali             | 1-3       |
| 5         | Guinea           | 2-2       |
| 6         | Togo             | 0-3       |
| 7         | Rep. del Congo   | 0-3       |